# الزبانى (نجم)
الزبانى, المخلب أو ألفا السرطان Alpha Cancri (α Cnc, α Cancri) الاسم التقليدي Acubens أكوبنس وهي التسمية المقترحة من فريق عمل الاتحاد الفلكي الدولي للأسماء النجوم
الرمز اللاتيني α Cnc تسمية فلامستيد 65,
al zubanāh وهو نفس الجذر الذي اشتق منة اسم نجم Zubenelgenubi (الزبان الجنوبي) ويسمى أيضا
المخلب "the claws" وهو نجم في كوكبة السرطان 
نحم ابيض من الفئة A5m
على الرغم انة نجم ألفا باير الا انة نجم خافت وفي المرتبة الرابعة، فقط في كوكبة السرطان مع قدر ظاهري (4.25)، بعد بيتا (طرف السرطان)، دلتا (AUSTRALIS) Iota، ويبعد 175 سنة ضوئية،
مما يجعله بالكاد مرئي للعين المجردة في ظل ظروف الإضاءة الجيدة. ومع ذلك فإنة أكثر إضاءه من الشمس بحوالي 23 مرة.
الزبانى عبارة عن نظام نجمي يتكون من α Cancri A,α Cancri B 

## خصائص
الزبانى نجم من القدر الرابع قدرة الظاهري (4.25) مما يجعله بالكاد مرئي للعين المجردة ومع ذلك، فهو أكثر ضياء من الشمس بحوالي 23 مرة. تصنيفة النجمي (A5m).وقدرت بعثة هيباركوس بعد الزبانى بحوالي 53 فرسخ فلكي من الأرض.للزباني نجم مرافق α Cancri A من النوع النوع - A نجم قزم من النسق الأساسي قدرة الظاهري (+4.26) ورفيقة α Cancri B نجم من القدر الحادي عشر. في عام 1836، رصدت زاوية موقعة عند 325 درجة وتفصل بينة وبين النجم α Cancri A ثانية قوسية (11.3).